# الدفع بالغاز والديزل

نموذج تخطيطي لمنظومة دفع ديزل وغاز CODAG مع صندوق تروس ثنائي السرعة.

نظام الدفع بالغاز والديزل CODAG هو إحدى نظم الدفع البحري المشترك الشائعة، حيث يتم الجمع بين محرك/محركات ديزل مع توربين غازي أو أكثر في شراكة لتكوين الدفع اللازم للسفينة. وفي الشراكة CODAG يتوفر صندوق تروس ثنائي السرعة Two-speed gearbox لمحرك الديزل حيث تتطابق لفات المحرك في الدقيقة rpm مع كل من سرعة الإبحار (التجوال) Cruise speed والسرعة القصوى للسفينة Top speed. وبما أن جزء من الطاقة المطلوبة للحصول على السرعة القصوى يتم توفيره بواسطة محركات الديزل، يسمح هذا للتوربينات الغازية أن تضطلع بعبأ أقل في إمداد الطاقة.
وهكذا تتحقق فائدة هامة بمجال استهلاك الوقود عند الانطلاق بالسرعة القصوى Top speed حيث أن لمحرك الديزل معدل استهلاك أقل من التوربين الغازي.
أما ما يعيب هذا النوع من الدفع المشترك فهو تعقيد أنظمته.

## أمثلة على سفن يتم الدفع فيها بنظم شراكة ديزل وغاز CODAG
- فرقاطة زاكسن
- فرقاطة دي زيفن بروفينسيان
- فرقاطة فريدتجوف نانسن
- فرقاطة أدميرال جورشكوف
- مشروع 22160 (فئة سفينة دورية)
- بريبوي (فئة سفينة هجومية برمائية)

## روابط خارجية
CODAG WARP